# 杜紫宸
杜紫宸（1956年11月30日－），筆名禹拜，無黨籍，生於台南縣佳里鎮，企業專業經理人、財經時事評論員。淡江大學管理科學研究所碩士，中欧国际工商学院/美國哈佛大學企業高階管理研究班。1999年獲「中華民國企業經理協進會」頒發「國家傑出經理獎」（總經理類）
。胞弟為前行政院副院長杜紫軍。

## 經歷
1972年，杜紫宸受高雄市立高雄高級中學某位主任教官推薦，加入中國國民黨成為黨員，2020年1月21日在臉書上宣布退黨。
職涯最初任職於財團法人資訊工業策進會，歷任資深規劃師、組長、美西辦事處主任、市場情報中心（MIC）主任。
後轉戰業界，歷任華康科技股份有限公司業務部協理、上奇科技股份有限公司總經理、拓墣科技股份有限公司董事長，2000年10月，出任宏碁電腦股份有限公司軟體事業群總經理。之後擔任八風資訊科技股份有限公司董事長、第三波資訊股份有限公司總經理等職務。
2005年9月，由業界轉戰法人機構，出任財團法人工業技術研究院（工研院）産業經濟與趨勢研究中心（IEK）主任、院長資深特别助理、資深正研究員。
2009-2011年，由財團法人商業發展研究院（商研院）與工研院合聘，擔任商研院副院長。
2012年1月，離開商研院，出任工研院新成立之「知識經濟與競爭力研究中心」主任，2016 年 11 月 30 日，自工研院辦理提前退休。在2000-2016 年期間，兼任中山大學電子商務研究中心主任、台灣大學管理學院教授級實務教師、台灣亞太産業分析專業協進會理事長、經濟部兩岸産業研究小組召集人、經濟日報社論主筆等職務。
退休後，先後擔任鴻海集團兼職顧問、中國文化大學知識經濟與競爭力研究中心主任、中華大學通識中心兼任講座教授等。

## 爭議事件
- 2016年6月8日，杜紫宸出席由旺報主辦的「兩岸高峰論壇：沒有九二共識下的台商困境」研討會時指出，兩岸產業競爭日益激烈。他並估算，若是不開放中資入股，IC技術人才將大量流失，台灣的IC產業恐在2025年就會消失 [7]
- 2016年6月，在臉書上的發表關於「虐狗」言論引發爭議。他寫道「如果海陸士兵連虐狗殺狗都不能，怎麼見血打仗。」直言虐狗事件讓國防部長親自道歉[8]。

- 2017年6月，在臉書宣告要參選2020年總統，提出12項政見[9]，並且邀請林志玲搭檔參選副總統，林志玲透過工作室澄清沒這打算，更強調無意碰政治[10]。

- 2019年1月，在針對公部門是否禁用中國大陸品牌手機時表示，「如果他使用的是華為手機，可是他的4G電信服務商是中華電信，請問他的手機如何自我傳送資訊，中間透過中華電信，告知華為，他的動態、名錄和聯絡信息？」「再者，如果他的通訊錄上都是Nancy、Henry、David，請問華為背後的中共國安部門，如何辨别誰是誰？」[11]

- 2019年3月25日在臉書發文，「如果韓國瑜選上中華民國總統，請上蒼刺瞎我的眼，我不想再看這個偽善、愚蠢的世界。」[12]
- 2019年4月17日於「雲端最前線」節目上爆料[13]，高雄市長韓國瑜訪美前，曾寫信給吳敦義，告知不願參加初選，要就直接徵召，但韓國瑜回國後否認，連三次強調絕對沒有。之後杜紫宸在臉書上po文，強調消息當初確實有來源，並非杜撰，但如因此曾造成困擾，在臉書上公開向韓國瑜道歉，並表示如果韓市長全心投入市政，他願意擔任六個月免費志工[14]。

## 外部連結
- 禹拜的Facebook專頁
- 禹拜的家-企業達人攻略室 （页面存档备份，存于）